# ТЭМ12
ТЭМ12 (тепловоз с электрической передачей, маневровый, 12-й тип Людиновского тепловозостроительного завода )— опытный маневровый тепловоз с групповым электроприводом.
В середине 1970-х годов по заданию Министерства чёрной металлургии СССР конструкторское бюро Людиновского тепловозостроительного завода под руководством главного конструктора В. Н. Логунова разработало проект четырёхосного маневрового тепловоза с групповым электроприводом. Согласно техническому заданию тепловоз должен был превосходить по силе тяги, КПД и надёжности тяговой передачи тепловоз ТГМ6А.
В 1978 году Людиновский завод изготовил опытный тепловоз получивший обозначением ТЭМ12-0001.

## Конструкция
На тепловозе были применены узлы и агрегаты тепловозов ТГМ6А, ТЭП70, вместо гидропередачи использована электропередача с групповым приводом колёсных пар.
Тепловоз имеет кузов капотного типа, кабина машиниста высоко поднята, что обеспечивает ему хороший обзор. Тележки тепловоза двухосные, диаметр бандажей колёсных пар — 1050 мм Буксы — поводковые бесчелюстные.
Дизель-генератор 2-18-ДГ состоит из дизеля 3А-6Д49 (дизель изготовлен на Пензенском дизельном заводе) и генератора ГП-319Б. Мощность развиваемая дизелем — 1200 л. с., мощность генератора 780 кВт. Дизель имеет двухконтурную систему охлаждения. Генератор имеет пусковую обмотку. На тепловозе были установлены двухмашинный агрегат А-706Б, синхронный подвозбудитель ВС-652. Для обеспечения сжатым воздухом установлен компрессор ПК-5,25 имеющий производительность 3,5—5 м³/мин.
Привод компрессора, центробежного вентилятора системы централизованного воздухоснабжения (ЦВС) и синхронный подвозбудитель имеют привод от распределительного редуктора. Двухмашинный агрегат имеет привод от вала дизеля.
Тяговый генератор запитывал два параллельно включённых тяговых электродвигателя ЭД-121, двигатели подвешены к главной раме кузова тепловоза. Валы электродвигателей были соединены между собой и через карданные валы соединялись с осевыми редукторами. Такая схема обеспечивала механическую связь между собой всех колёсных пар тепловоза.
Напряжение цепей управления и освещения — 75 В. Для пуска дизеля и питания цепей тепловоза при неработающем дизеле использовалась аккумуляторная батарея 32ТН-450.
Полная служебная масса тепловоза составляла 100 тонн. Скорость длительного режима на маневровом режиме — 10 км/ч, на поездном 20 км/ч, конструкционная скорость 40 и 80 км/ч соответственно. Сила тяги на маневровом режиме 235 кН, на поездном 117 кН.
Запас топлива — 3400 кг, песка 110 кг. Минимальный радиус проходимых кривых — 60 м. Предусматривалась возможность дооборудования тепловоза для эксплуатации его по системе СМЕТ.

## История тепловоза
Тепловоз был изготовлен в единственном экземпляре. До середины 1980-х годов эксплуатировался на Мариупольском коксохимическом заводе "Маркохим" после чего потребовался ремонт тепловоза, для чего тепловоз вернули на завод. Однако в связи с высокой стоимостью ремонта дизеля вопрос ремонта так и не был решён, тепловоз длительное время находился в полуразобранном состоянии, после чего был списан.